# NJPW World Television Championship
O NJPW World Television Championship (em japonês: NJPW WORLD認定TV王座, Hepburn: Nyū Japan Wārudo-nintei Tī Vī Ōza) é um campeonato de wrestling profissional de propriedade da promoção japonesa New Japan Pro-Wrestling (NJPW). O primeiro e atual campeão é Zack Saber Jr.

## História
O presidente e CEO da New Japan Pro-Wrestling, Takami Ohbari, e o representante da TV Asahi, Hiroyoki Mihira, anunciaram a criação do título no Declaration of Power em 10 de outubro de 2022. O campeonato é visto como uma celebração do aniversário de 50 anos que se aproxima da parceria entre as duas empresas, bem como o crescimento contínuo do NJPW World, serviço de streaming online da New Japan Pro-Wrestling. Ohbari também expressou incentivo para que os lutadores mais jovens do elenco compitam pelo campeonato.
Todas as lutas disputadas pelo campeonato serão realizadas com o tempo limite de 15 minutos. Além disso, devido à sua natureza como um campeonato de televisão, todas as lutas do campeonato (incluindo todas as lutas do torneio inaugural) estraão disponíveis gratuitamente através do serviço NJPW World, bem como através das plataformas de mídia social da New Japan Pro-Wrestling.
O primeiro campeão foi determinado em um torneio de eliminação única de dezesseis homens, que começou em 14 de outubro de 2022 na 1ª noite do Battle Autumn e terminou em 4 de janeiro de 2023 no Wrestle Kingdom 17. No caso de um empate de limite de tempo durante o torneio, o vencedor (e, portanto, a pessoa que avança) foi decidido por um sorteio.
O campeão inaugural e atual é Zack Saber Jr., que venceu ao derrotar Ren Narita na 1º noite do Wrestle Kingdom 17.

### Torneio inaugural
|  | Primeira rodada Battle Autumn (Noites 1-3, 9) (14, 15, 16 & 26 de outubro de 2022) | Primeira rodada Battle Autumn (Noites 1-3, 9) (14, 15, 16 & 26 de outubro de 2022) | Primeira rodada Battle Autumn (Noites 1-3, 9) (14, 15, 16 & 26 de outubro de 2022) |                |                | Segunda rodada Battle Autumn (Noites 10, 12) (27 & 30 de outubro de 2022) | Segunda rodada Battle Autumn (Noites 10, 12) (27 & 30 de outubro de 2022) | Segunda rodada Battle Autumn (Noites 10, 12) (27 & 30 de outubro de 2022) |  |  | Semifinais Battle Autumn (Noite 16) (5 de novembro de 2022) | Semifinais Battle Autumn (Noite 16) (5 de novembro de 2022) | Semifinais Battle Autumn (Noite 16) (5 de novembro de 2022) |  |  | Final Wrestle Kingdom 17 (1º noite) (4 de janeiro de 2023) | Final Wrestle Kingdom 17 (1º noite) (4 de janeiro de 2023) | Final Wrestle Kingdom 17 (1º noite) (4 de janeiro de 2023) |  |
|  |                                                                                    |                                                                                    |                                                                                    |                |                |                                                                           |                                                                           |                                                                           |  |  |                                                             |                                                             |                                                             |  |  |                                                            |                                                            |                                                            |  |
|  | 1                                                                                  | David Finlay                                                                       | Pin                                                                                |                |                |                                                                           |                                                                           |                                                                           |  |  |                                                             |                                                             |                                                             |  |  |                                                            |                                                            |                                                            |  |
|  | 1                                                                                  | David Finlay                                                                       | Pin                                                                                |                |                |                                                                           |                                                                           |                                                                           |  |  |                                                             |                                                             |                                                             |  |  |                                                            |                                                            |                                                            |  |
|  | 16                                                                                 | Yoshinobu Kanemaru                                                                 | 11:52                                                                              |                |                |                                                                           |                                                                           |                                                                           |  |  |                                                             |                                                             |                                                             |  |  |                                                            |                                                            |                                                            |  |
|  | 16                                                                                 | Yoshinobu Kanemaru                                                                 | 11:52                                                                              |                | David Finlay   | David Finlay                                                              | 13:03                                                                     |                                                                           |  |  |                                                             |                                                             |                                                             |  |  |                                                            |                                                            |                                                            |  |
|  |                                                                                    |                                                                                    |                                                                                    |                | David Finlay   | David Finlay                                                              | 13:03                                                                     |                                                                           |  |  |                                                             |                                                             |                                                             |  |  |                                                            |                                                            |                                                            |  |
|  |                                                                                    |                                                                                    | Zack Sabre Jr.                                                                     | Zack Sabre Jr. | Pin            |                                                                           |                                                                           |                                                                           |  |  |                                                             |                                                             |                                                             |  |  |                                                            |                                                            |                                                            |  |
|  | 8                                                                                  | Alex Zayne                                                                         | Zack Sabre Jr.                                                                     | Zack Sabre Jr. | Pin            | 14:55                                                                     |                                                                           |                                                                           |  |  |                                                             |                                                             |                                                             |  |  |                                                            |                                                            |                                                            |  |
|  | 8                                                                                  | Alex Zayne                                                                         |                                                                                    |                |                |                                                                           |                                                                           |                                                                           |  |  |                                                             |                                                             |                                                             |  |  |                                                            |                                                            |                                                            |  |
|  | 9                                                                                  | Zack Sabre Jr.                                                                     | Sub                                                                                |                |                |                                                                           |                                                                           |                                                                           |  |  |                                                             |                                                             |                                                             |  |  |                                                            |                                                            |                                                            |  |
|  | 9                                                                                  | Zack Sabre Jr.                                                                     | Sub                                                                                |                | Zack Sabre Jr. | Zack Sabre Jr.                                                            | Pin                                                                       |                                                                           |  |  |                                                             |                                                             |                                                             |  |  |                                                            |                                                            |                                                            |  |
|  |                                                                                    |                                                                                    |                                                                                    |                |                |                                                                           |                                                                           |                                                                           |  |  |                                                             |                                                             |                                                             |  |  |                                                            |                                                            |                                                            |  |
|  |                                                                                    |                                                                                    | Evil                                                                               | Evil           | 4:48           |                                                                           |                                                                           |                                                                           |  |  |                                                             |                                                             |                                                             |  |  |                                                            |                                                            |                                                            |  |
|  | 5                                                                                  | Yoshi-Hashi                                                                        | Evil                                                                               | Evil           | 4:48           | Pin                                                                       |                                                                           |                                                                           |  |  |                                                             |                                                             |                                                             |  |  |                                                            |                                                            |                                                            |  |
|  | 5                                                                                  | Yoshi-Hashi                                                                        |                                                                                    |                |                |                                                                           |                                                                           |                                                                           |  |  |                                                             |                                                             |                                                             |  |  |                                                            |                                                            |                                                            |  |
|  | 12                                                                                 | Jeff Cobb                                                                          | 12:14                                                                              |                |                |                                                                           |                                                                           |                                                                           |  |  |                                                             |                                                             |                                                             |  |  |                                                            |                                                            |                                                            |  |
|  | 12                                                                                 | Jeff Cobb                                                                          | 12:14                                                                              |                | Yoshi-Hashi    | Yoshi-Hashi                                                               | 9:48                                                                      |                                                                           |  |  |                                                             |                                                             |                                                             |  |  |                                                            |                                                            |                                                            |  |
|  |                                                                                    |                                                                                    |                                                                                    |                | Yoshi-Hashi    | Yoshi-Hashi                                                               | 9:48                                                                      |                                                                           |  |  |                                                             |                                                             |                                                             |  |  |                                                            |                                                            |                                                            |  |
|  |                                                                                    |                                                                                    | Evil                                                                               | Evil           | Pin            |                                                                           |                                                                           |                                                                           |  |  |                                                             |                                                             |                                                             |  |  |                                                            |                                                            |                                                            |  |
|  | 4                                                                                  | Aaron Henare                                                                       | Evil                                                                               | Evil           | Pin            | 10:55                                                                     |                                                                           |                                                                           |  |  |                                                             |                                                             |                                                             |  |  |                                                            |                                                            |                                                            |  |
|  | 4                                                                                  | Aaron Henare                                                                       |                                                                                    |                |                |                                                                           |                                                                           |                                                                           |  |  |                                                             |                                                             |                                                             |  |  |                                                            |                                                            |                                                            |  |
|  | 13                                                                                 | Evil                                                                               | Pin                                                                                |                |                |                                                                           |                                                                           |                                                                           |  |  |                                                             |                                                             |                                                             |  |  |                                                            |                                                            |                                                            |  |
|  | 13                                                                                 | Evil                                                                               | Pin                                                                                |                | Zack Sabre Jr. | Zack Sabre Jr.                                                            | Sub                                                                       |                                                                           |  |  |                                                             |                                                             |                                                             |  |  |                                                            |                                                            |                                                            |  |
|  |                                                                                    |                                                                                    |                                                                                    |                |                |                                                                           |                                                                           |                                                                           |  |  |                                                             |                                                             |                                                             |  |  |                                                            |                                                            |                                                            |  |
|  |                                                                                    |                                                                                    | Ren Narita                                                                         | Ren Narita     | 10:32          |                                                                           |                                                                           |                                                                           |  |  |                                                             |                                                             |                                                             |  |  |                                                            |                                                            |                                                            |  |
|  | 6                                                                                  | Sanada                                                                             | Ren Narita                                                                         | Ren Narita     | 10:32          | Pin                                                                       |                                                                           |                                                                           |  |  |                                                             |                                                             |                                                             |  |  |                                                            |                                                            |                                                            |  |
|  | 6                                                                                  | Sanada                                                                             |                                                                                    |                |                |                                                                           |                                                                           |                                                                           |  |  |                                                             |                                                             |                                                             |  |  |                                                            |                                                            |                                                            |  |
|  | 11                                                                                 | Taichi                                                                             | 14:57                                                                              |                |                |                                                                           |                                                                           |                                                                           |  |  |                                                             |                                                             |                                                             |  |  |                                                            |                                                            |                                                            |  |
|  | 11                                                                                 | Taichi                                                                             | 14:57                                                                              |                | Sanada         | Sanada                                                                    | Pin                                                                       |                                                                           |  |  |                                                             |                                                             |                                                             |  |  |                                                            |                                                            |                                                            |  |
|  |                                                                                    |                                                                                    |                                                                                    |                | Sanada         | Sanada                                                                    | Pin                                                                       |                                                                           |  |  |                                                             |                                                             |                                                             |  |  |                                                            |                                                            |                                                            |  |
|  |                                                                                    |                                                                                    | Kenta                                                                              | Kenta          | 13:05          |                                                                           |                                                                           |                                                                           |  |  |                                                             |                                                             |                                                             |  |  |                                                            |                                                            |                                                            |  |
|  | 3                                                                                  | Hirooki Goto                                                                       | Kenta                                                                              | Kenta          | 13:05          | 9:32                                                                      |                                                                           |                                                                           |  |  |                                                             |                                                             |                                                             |  |  |                                                            |                                                            |                                                            |  |
|  | 3                                                                                  | Hirooki Goto                                                                       |                                                                                    |                |                |                                                                           |                                                                           |                                                                           |  |  |                                                             |                                                             |                                                             |  |  |                                                            |                                                            |                                                            |  |
|  | 14                                                                                 | Kenta                                                                              | Pin                                                                                |                |                |                                                                           |                                                                           |                                                                           |  |  |                                                             |                                                             |                                                             |  |  |                                                            |                                                            |                                                            |  |
|  | 14                                                                                 | Kenta                                                                              | Pin                                                                                |                | Sanada         | Sanada                                                                    | 14:31                                                                     |                                                                           |  |  |                                                             |                                                             |                                                             |  |  |                                                            |                                                            |                                                            |  |
|  |                                                                                    |                                                                                    |                                                                                    |                |                |                                                                           |                                                                           |                                                                           |  |  |                                                             |                                                             |                                                             |  |  |                                                            |                                                            |                                                            |  |
|  |                                                                                    |                                                                                    | Ren Narita                                                                         | Ren Narita     | Pin            |                                                                           |                                                                           |                                                                           |  |  |                                                             |                                                             |                                                             |  |  |                                                            |                                                            |                                                            |  |
|  | 7                                                                                  | Ren Narita                                                                         | Ren Narita                                                                         | Ren Narita     | Pin            | Pin                                                                       |                                                                           |                                                                           |  |  |                                                             |                                                             |                                                             |  |  |                                                            |                                                            |                                                            |  |
|  | 7                                                                                  | Ren Narita                                                                         |                                                                                    |                |                |                                                                           |                                                                           |                                                                           |  |  |                                                             |                                                             |                                                             |  |  |                                                            |                                                            |                                                            |  |
|  | 10                                                                                 | Tomohiro Ishii                                                                     | 14:33                                                                              |                |                |                                                                           |                                                                           |                                                                           |  |  |                                                             |                                                             |                                                             |  |  |                                                            |                                                            |                                                            |  |
|  | 10                                                                                 | Tomohiro Ishii                                                                     | 14:33                                                                              |                | Ren Narita     | Ren Narita                                                                | Pin                                                                       |                                                                           |  |  |                                                             |                                                             |                                                             |  |  |                                                            |                                                            |                                                            |  |
|  |                                                                                    |                                                                                    |                                                                                    |                | Ren Narita     | Ren Narita                                                                | Pin                                                                       |                                                                           |  |  |                                                             |                                                             |                                                             |  |  |                                                            |                                                            |                                                            |  |
|  |                                                                                    |                                                                                    | Toru Yano                                                                          | Toru Yano      | 8:47           |                                                                           |                                                                           |                                                                           |  |  |                                                             |                                                             |                                                             |  |  |                                                            |                                                            |                                                            |  |
|  | 2                                                                                  | Toru Yano                                                                          | Toru Yano                                                                          | Toru Yano      | 8:47           | Pin                                                                       |                                                                           |                                                                           |  |  |                                                             |                                                             |                                                             |  |  |                                                            |                                                            |                                                            |  |
|  | 2                                                                                  | Toru Yano                                                                          |                                                                                    |                |                |                                                                           |                                                                           |                                                                           |  |  |                                                             |                                                             |                                                             |  |  |                                                            |                                                            |                                                            |  |
|  | 15                                                                                 | Great-O-Khan                                                                       | 11:20                                                                              |                |                |                                                                           |                                                                           |                                                                           |  |  |                                                             |                                                             |                                                             |  |  |                                                            |                                                            |                                                            |  |

## Reinados

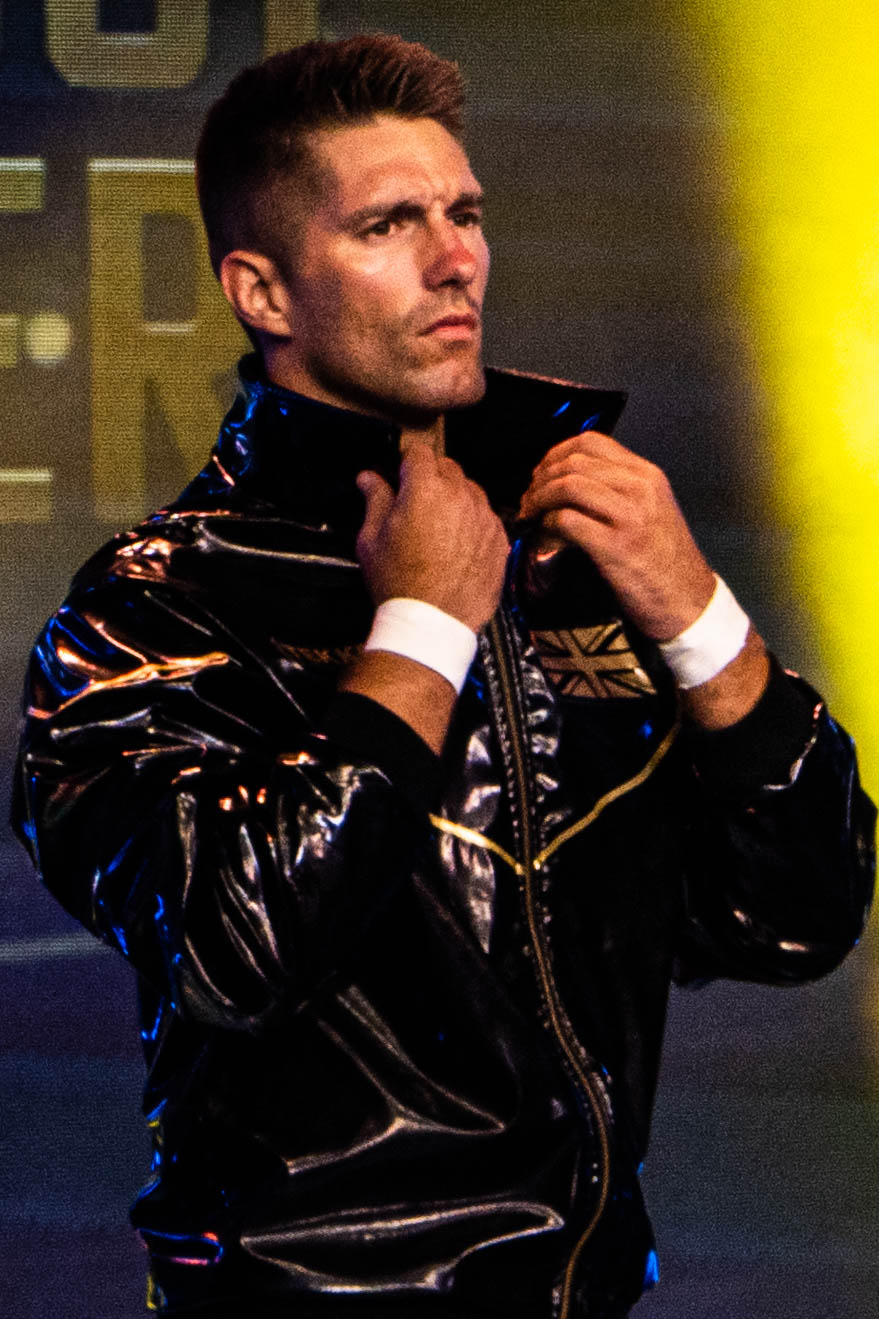
Zack Sabre Jr., o atual campeão.

Até 16 de março de 2025, houve um reinado, já que Zack Saber Jr. é o atual campeão reinante e inaugural. Ele conquistou o título ao derrotar Ren Narita nas finais de um torneio de eliminação única de 16 homens durante a primeira noite do Wrestle Kingdom 17, em 4 de janeiro de 2023, em Tóquio, Japão.
| Nº          | Ordem de reinados na história.            |
| Reinado     | O número de reinados de cada lutadora.    |
| Localização | A cidade em que o título foi conquistado. |
| Evento      | O evento em que o título foi conquistado. |
| Defesas     | Número de defesas bem-sucedidas.          |

| Nº | Campeão        | Mudança de campeão   | Mudança de campeão | Mudança de campeão | Estatísticas do reinado | Estatísticas do reinado | Estatísticas do reinado | Notas | Ref.  |
| Nº | Campeão        | Data                 | Evento             | Local              | Reinado                 | Dias                    | Defesas                 | Notas | Ref.  |
| -- | -------------- | -------------------- | ------------------ | ------------------ | ----------------------- | ----------------------- | ----------------------- | --- | ----- |
| 1  | Zack Sabre Jr. | 4 de janeiro de 2023 | Wrestle Kingdom 17 | Tóquio, Japão      | 1                       | 802+                    | 6                       | Derrotou Ren Narita nas finais de um torneio de eliminação única de 16 jogadores para se tornar o campeão inaugural. | [ 1 ] |